# Quesada (Spanje)
Quesada is een gemeente in de Spaanse provincie Jaén met een oppervlakte van 328 km². Quesada telt 5.483 inwoners (1 januari 2016).

## Demografische ontwikkeling
Bron: INE, 1857-2011: volkstellingen
Opm.: In 1857 werd Huesa een zelfstandige gemeente en werd het dorp Larva overgedragen aan de gemeente Cabra de Cristo